# Villé
Ne doit pas être confondu avec Ville.
Cet article possède un paronyme, voir Ville (homonymie).
Villé (prononcé [vile] ; alsacien : Willer, allemand : Weiller) est une commune française située dans la circonscription administrative du Bas-Rhin et, depuis le 1er janvier 2021, dans le territoire de la Collectivité européenne d'Alsace, en région Grand Est.
Cette commune se trouve dans la région historique et culturelle d'Alsace.

## Géographie

### Communes limitrophes
| Saint-Martin (Bas-Rhin) | Breitenbach (Bas-Rhin)  | Albé             |
|                         | Villé                   | Triembach-au-Val |
| Bassemberg, Lalaye      | Neuve-Église (Bas-Rhin) |                  |

### Situation
Située à 15 km de Sélestat sur le versant oriental du massif des Vosges, Villé est le centre administratif, économique et commercial d'un canton composé de 18 villages disséminés dans une région vallonnée. Le Giessen qui arrose la cité est un affluent gauche de l'Ill.
Le chef-lieu de canton, à 15 km environ au nord-ouest de Sélestat, s'est établi au point stratégique du val de Villé, c'est-à-dire à la jonction de l'avant-vallée, large et aérée, et des deux vallées supérieures qui mènent aux col de Steige (vers la haute vallée de la Bruche) et à celui d'Urbeis (vers le bassin de Saint-Dié). Le chef-lieu, jadis fortifié, contrôle ainsi les passages entre la plaine d'Alsace et la Lorraine.
Le bourg s'est installé entre le Giessen d'Urbeis et le Giessen de Steige, peu avant le confluent des deux rivières dont les eaux épousent partiellement le tracé des anciennes fortifications. L'agglomération se développe actuellement le long des voies de communications qui rayonnent du centre, ainsi que sur les coteaux environnants qui sont recherchés par la beauté du site (Schrann, Luttenbach). Altitude au centre du bourg : 275 m.
Le territoire communal, vaste de 284 ha seulement, prendre en écharpe les vallées et vallons qui convergent dans ce secteur soit :
- la vallée du Giessen d'Urbeis en direction de Bassemberg ;
- les premières pentes du massif boisé de la Honel (475 m au Scheibenberg) ;
- la vallée du Giessen de Steige en direction de Saint-Martin (Bas-Rhin) ;
- le vallon d'Albé, encadré par les hauteurs déjà escarpées de la Sohl (446 m) et de la Schrann (400 m) ;
- en rive droite du Giessen, le finage déborde quelque peu sur les glacis du Comte-Ban, assez fortement incisés par la rivière (présence d'anciennes terrasses de culture bien visibles de la cité ouvrière FTV jusqu'à Bassemberg).

### Sismicité
Commune située dans une zone 3 de sismicité modérée.

### Géologie et relief
Le territoire communal repose sur le bassin houiller de la vallée de Villé.

### Hydrographie

#### Réseau hydrographique
La commune est dans le bassin versant du Rhin au sein du bassin Rhin-Meuse. Elle est drainée par le Giessen, le ruisseau Dit le Giessen, le ruisseau le Lutterbach et le ruisseau l'Erlenbach,,.
Le Giessen, d'une longueur de 34 km, prend sa source dans la commune de Urbeis et se jette  dans l'Ill à Ebersmunster, après avoir traversé 18 communes. 

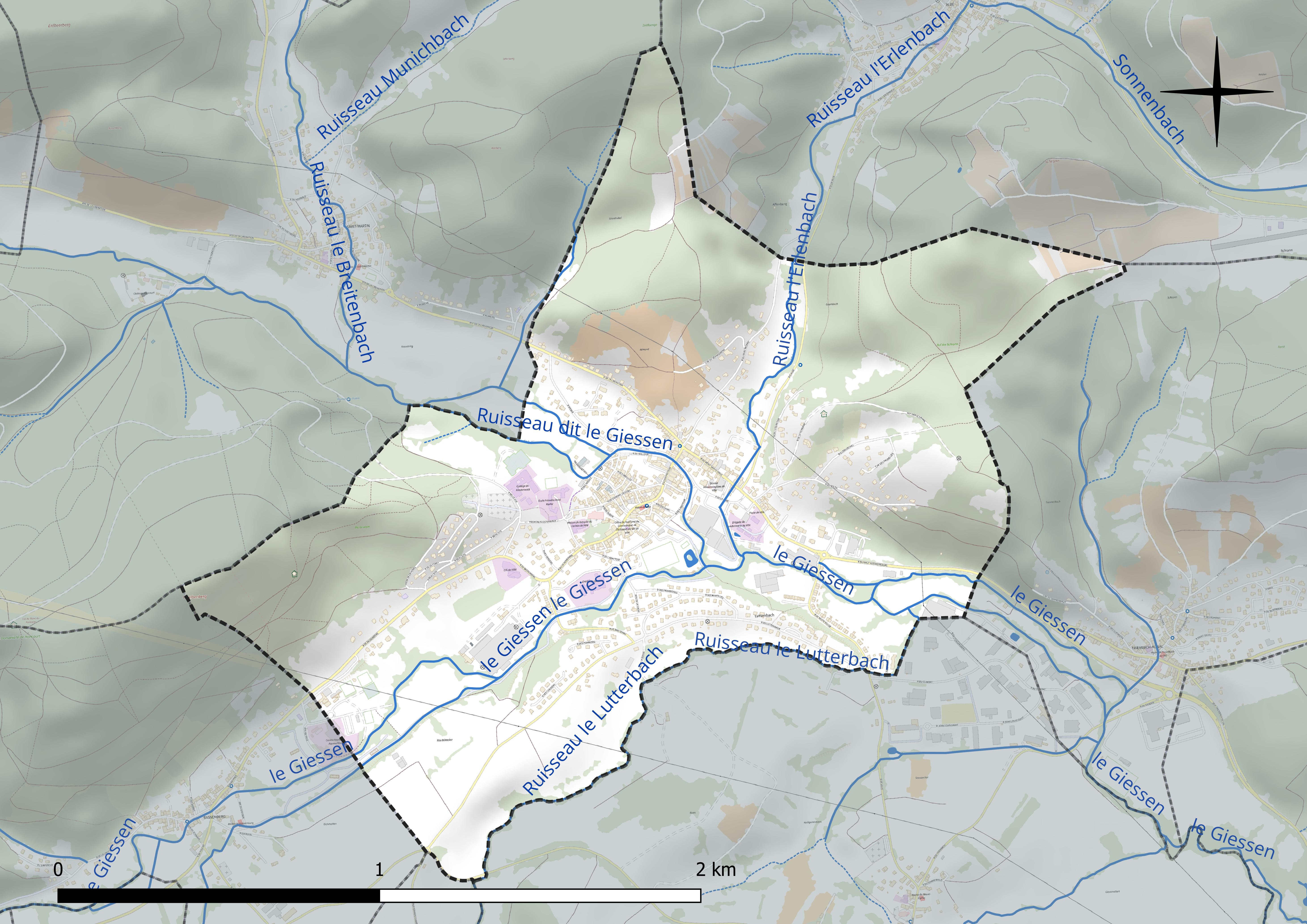
Réseau hydrographique de Villé.

Le ruisseau dit le Giessen, d'une longueur de 11 km, prend sa source dans la commune de Urbeis et se jette  dans Giessen sur la commune, après avoir traversé cinq communes. 

#### Gestion et qualité des eaux
Le territoire communal est couvert par le schéma d'aménagement et de gestion des eaux (SAGE) « Giessen Liepvrette ». Ce document de planification concerne les bassins versants du Giessen et de la Lièpvrette. Son périmètre s’étend sur 317 km2. Il a été approuvé le 13 avril 2016. La structure porteuse de l'élaboration et de la mise en œuvre est le Syndicat des eaux et de l'assainissement Alsace Moselle. 
La qualité des cours d’eau peut être consultée sur un site dédié géré par les agences de l’eau et l’Agence française pour la biodiversité.

### Climat
Pour des articles plus généraux, voir Climat du Grand Est et Climat du Bas-Rhin.
En 2010, le climat de la commune est de type climat des marges montargnardes, selon une étude du Centre national de la recherche scientifique s'appuyant sur une série de données couvrant la période 1971-2000. En 2020, Météo-France publie une typologie des climats de la France métropolitaine dans laquelle la commune est exposée à un climat semi-continental et est dans la région climatique  Vosges, caractérisée par une pluviométrie très élevée (1 500 à 2 000 mm/an) en toutes saisons et un hiver rude (moins de 1 °C). 
Pour la période 1971-2000, la température annuelle moyenne est de 10,3 °C, avec une amplitude thermique annuelle de 17,6 °C. Le cumul annuel moyen de précipitations est de 828 mm, avec 9,9 jours de précipitations en janvier et 9,9 jours en juillet. Pour la période 1991-2020, la température moyenne annuelle observée sur la station météorologique installée sur la commune est de 11,3 °C et le cumul annuel moyen de précipitations est de 957,7 mm. 
La température maximale relevée sur cette station est de 39,5 °C, atteinte le 13 août 2003 ; la température minimale est de −19 °C, atteinte le 7 février 1991,,. 
| Mois                                  | jan.             | fév.            | mars           | avril           | mai             | juin           | jui.         | août           | sep.          | oct.          | nov.             | déc.           | année     |
| ------------------------------------- | ---------------- | --------------- | -------------- | --------------- | --------------- | -------------- | ------------ | -------------- | ------------- | ------------- | ---------------- | -------------- | --------- |
| Température minimale moyenne (°C)     | −0,4             | −0,6            | 2              | 4,9             | 9               | 12,5           | 14,1         | 13,6           | 10,2          | 6,8           | 2,8              | 0,3            | 6,3       |
| Température moyenne (°C)              | 2,7              | 3,3             | 7,1            | 11              | 15              | 18,7           | 20,4         | 20             | 16            | 11,3          | 6,2              | 3,3            | 11,3      |
| Température maximale moyenne (°C)     | 5,8              | 7,3             | 12,3           | 17,1            | 21,1            | 25             | 26,7         | 26,3           | 21,8          | 15,8          | 9,6              | 6,3            | 16,3      |
| Record de froid (°C) date du record   | −14,5 05.01.1993 | −19 07.02.1991  | −14,8 01.03.05 | −6,5 21.04.1991 | −0,5 01.05.1992 | 1,5 05.06.1991 | 4 07.07.1993 | 3,5 30.08.1993 | 0 06.09.1993  | −4,6 29.10.12 | −11,7 23.11.1998 | −18,7 24.12.01 | −19 1991  |
| Record de chaleur (°C) date du record | 18,4 01.01.23    | 21,5 24.02.1990 | 26,5 31.03.21  | 30 22.04.18     | 33,7 20.05.22   | 38,1 18.06.02  | 39 19.07.22  | 39,5 13.08.03  | 34,4 11.09.23 | 29,6 13.10.23 | 23,6 07.11.15    | 18,3 31.12.22  | 39,5 2003 |
| Précipitations (mm)                   | 91,4             | 80,6            | 78,8           | 57,6            | 84,1            | 78,1           | 74,6         | 69             | 61,5          | 87,6          | 86,8             | 107,6          | 957,7     |

| Diagramme climatique                                  |             |           |             |           |            |              |            |              |             |            |             |
| J                                                     | F           | M         | A           | M         | J          | J            | A          | S            | O           | N          | D           |
| 5,8−0,491,4                                           | 7,3−0,680,6 | 12,3278,8 | 17,14,957,6 | 21,1984,1 | 2512,578,1 | 26,714,174,6 | 26,313,669 | 21,810,261,5 | 15,86,887,6 | 9,62,886,8 | 6,30,3107,6 |
| Moyennes : • Temp. maxi et mini °C • Précipitation mm |             |           |             |           |            |              |            |              |             |            |             |

Les paramètres climatiques de la commune ont été estimés pour le milieu du siècle (2041-2070) selon différents scénarios d'émission de gaz à effet de serre à partir des nouvelles projections climatiques de référence DRIAS-2020. Ils sont consultables sur un site dédié publié par Météo-France en novembre 2022.

### Voies de communications et transports

#### Voies routières
- D 424 vers Saint-Martin et Triemcha-au-Val[15].
- D 39 vers Basemberg.
- D 439 vers Albé.

#### Transports en commun

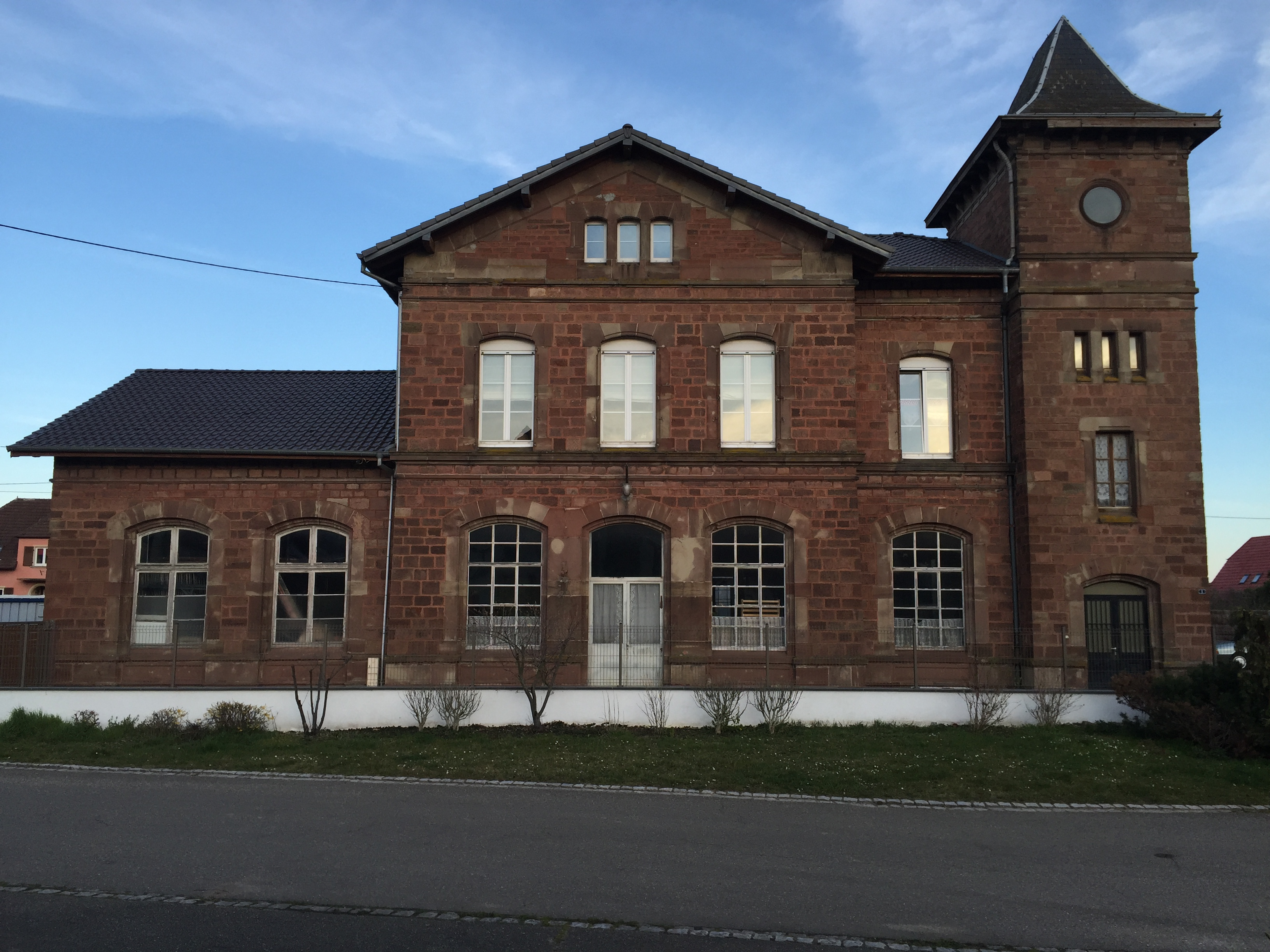
La gare de Dambach-la-Ville.

- Transports en Alsace
- Fluo Grand Est

##### SNCF
- Gare de Dambach-la-Ville
- Gare d'Epfig
- Gare de Scherwiller
- Gare d'Eichhoffen
- Gare de Bourg-Bruche

## Urbanisme

### Typologie
Au 1er janvier 2024, Villé est catégorisée bourg rural, selon la nouvelle grille communale de densité à sept niveaux définie par l'Insee en 2022. Elle appartient à l'unité urbaine de Villé, une agglomération intra-départementale regroupant quatre  communes, dont elle est ville-centre,,. Par ailleurs la commune fait partie de l'aire d'attraction de Sélestat, dont elle est une commune de la couronne,. Cette aire, qui regroupe 37 communes, est catégorisée dans les aires de 50 000 à moins de 200 000 habitants,.

### Occupation des sols
L'occupation des sols de la commune, telle qu'elle ressort de la base de données européenne d’occupation biophysique des sols Corine Land Cover (CLC), est marquée par l'importance des territoires artificialisés (39,9 % en 2018), en augmentation par rapport à 1990 (38,8 %). La répartition détaillée en 2018 est la suivante : zones urbanisées (39,9 %), zones agricoles hétérogènes (32,2 %), forêts (27,9 %). L'évolution de l’occupation des sols de la commune et de ses infrastructures peut être observée sur les différentes représentations cartographiques du territoire : la carte de Cassini (XVIIIe siècle), la carte d'état-major (1820-1866) et les cartes ou photos aériennes de l'IGN pour la période actuelle (1950 à aujourd'hui).

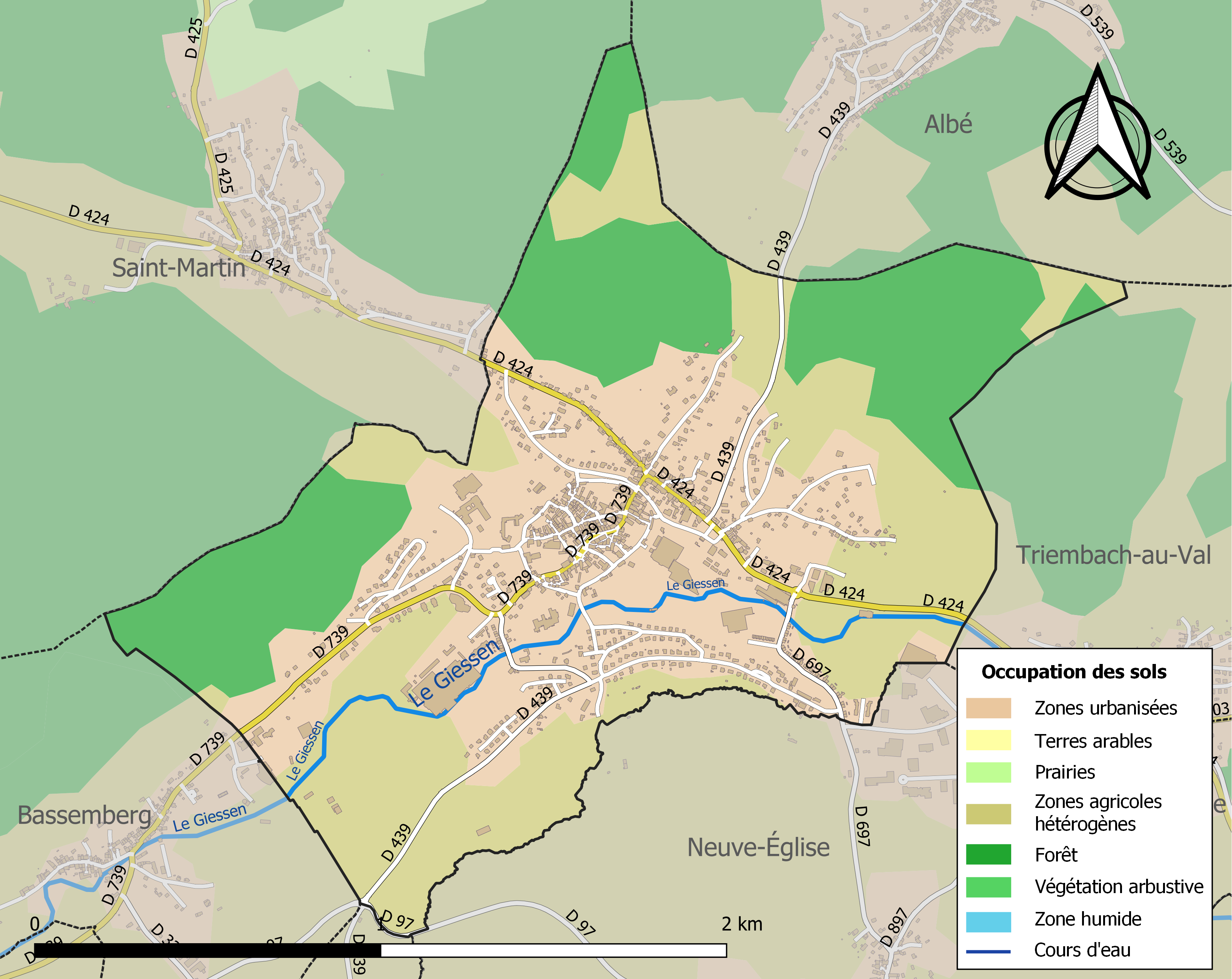
Carte des infrastructures et de l'occupation des sols de la commune en 2018 (CLC).

## Toponymie
En alsacien : Willer. Le nom du chef-lieu de canton est dérivé de villare qui désigne un domaine rural à l'époque franque. La première mention du lieu, Wilre, est relevée dans une fausse charte du XIIIe siècle. On trouve également mention de Wilre in Valle Alberti (1241), Wihr (1303) dans le terrier des Habsbourg, Wihr encore en 1371, 1419 et 1464, Villiers en 1525, Weiler en 1633, Weyler en 1685, Weiller au XVIIIe siècle, Weyller en 1793, Villé en 1870, Weiler pendant les périodes d'occupation allemande.

## Histoire
À partir de 829, il est fait état de « Weiler », « Wilre » et « Willer » qui deviendra « Villé ». En l'an 1000, Villé était sous la domination d'un seigneur nommé Wernher qui résidait au « château d'Ortenoerg ». Cette ancienne seigneurie appartint aux Habsbourg, aux Fugger, puis à une branche de la maison de Choiseul.
Villé est campée au cœur de la Vallée Albertine (l'Albrechtstal), au confluent du Giessen d'Urbeis et du Giessen de Steige. La localité se situe à la bifurcation de l'antique route du Sel et du chemin de Saint-Dié par le col d'Urbeis. En position stratégique, le bourg commande ainsi l'accès aux deux vallées supérieures et à leur col. Cette situation a peut-être conféré à Villé un rôle important dès le haut Moyen Âge. Le village s'est probablement formé autour d'une « cour » carolingienne prenant le relais d'une occupation gallo-romaine établie sur la route évoquée ci-dessus.
Les premières mentions du lieu ne sont guère fiables ; toutes figurent dans de fausses chartes, comme cet acte de 1120 du pape Calixte II confirmant, pour les besoins du faussaire ou de son commanditaire, la donation faite par Adelaïde, nièce de Werner de Hurningen (fondateur de l'abbaye de Honcourt), de l'église, des rentes et dîmes de Villé.
Le centre historique du bourg se situe probablement sur la butte portant l'actuel presbytère. À son pied, l'église et l'ancien cimetière fortifié, entouré d'un profond fossé comblé au XVIIIe siècle lors de la reconstruction de l'église. Ce quartier est aujourd'hui encore connu sous l'appellation de « Schloessel » (le petit château). La tradition populaire veut qu'un castel y ait été implanté, résidence des Hurningen-Hohenberg-Ortenberg avant la construction du château d'Ortenberg (château de l'Ortenbourg, 1624). Aucune preuve historique ou archéologique ne peut toutefois sérieusement étayer cette hypothèse.
Le bourg, ayant acquis une certaine importance, est doté d'une enceinte portant neuf tours. La première mention de ces fortifications date de 1471. Il est possible toutefois qu'elles soient beaucoup plus anciennes (certains auteurs avancent, sans preuves, les dates de 1290 ou de 1330). Les trois quarts du fossé sont directement constitués par les lits des deux Giessen d'Urbeis et de Steige. On accède à l'intérieur des murs par l’Obertor (porte de Bassemberg, démolie en 1814) et l’Untertor (porte du Faubourg, rasée en 1857). De ces fortifications ne subsistent aujourd'hui que de rares pans de murs et l'ancienne « prison », rue de l'Abattoir.
Le terrier des Habsbourg établi en 1303 par Von Fricke, relève les contributions versées par la localité. Y figurent par exemple 40 chapons et 5 livres de poivre que le bourg prélève sur les épiciers et marchands. On peut supposer que Villé possède déjà le statut de « Marktflecken » (place de Marché). Corvées diverses (entretien de l'ancienne route du Sel et dîmes versées à Honcourt) grèvent également les revenus.
L'administration communale revient au « Meier » (du latin major), fonctionnaire seigneurial. Villé en compte deux. Le premier avait autorité sur la partie supérieure de l’Albrechtstal (de Saint-Martin à Colroy), le second sur la vallée inférieure (de Triembach à Urbeis). Les « Meier » président notamment les réunions des bourgeois et organisent l'élection des fonctionnaires communaux et des sept échevins (Schoeffen ou Sybner).
Le tribunal de Villé veille à l'observation du droit coutumier, plus tard à celui du « Fleckenrecht ». L'existence d'un gibet (Galgen) qui a donné son nom à un lieu-dit (Galgenrain) peut laisser supposer qu'on exerce également la haute justice. Celle-ci n'est toutefois pas du ressort du tribunal de Villé, mais plutôt de celui du bailli (Vogt) de l'Ortenberg, siégeant avec quelques assesseurs pris dans les localités de la seigneurie.
L'histoire de Villé est jalonnée par plusieurs épisodes militaires qui, à défaut d'être scrupuleusement attestés par les archives, figurent dans la mémoire collective ou la tradition. Les destructions du 1er janvier 1262 sont probables, lorsque Walter de Geroldseck, évêque de Strasbourg, fait ravager  les territoires des Habsbourg. On peut supposer que le bourg souffre également en 1374 lorsque le duc Jean Ier de Lorraine se venge des incursions menées par les Müllenheim de Strasbourg, alors engagistes de l’Abrechtstal. On peut également imaginer que les Armagnacs (les Schinder  = écorcheurs) s'intéressent aux richesses du bourg lors de leurs incursions de l'hiver 1444-1445.
Placé sur la route directe reliant l'Alsace centrale à la Lorraine, Villé voit le passage des troupes bourguignonnes de Pierre de Hagenbach (1470) et, en 1525, de l'armée d'Antoine de Lorraine. Celui-ci campe entre le bourg déserté par ses habitants et les ruines de Honcourt, au retour de la bataille de Scherwiller (20 mai 1525) où il écrase les paysans révoltés réunis sous la bannière du « Bundschuh ». Villé est d'ailleurs condamnée l'année suivante à Ensisheim pour sa participation au sac de Honcourt.
Comme pour le reste de la vallée, la guerre de Trente Ans est certainement source de dévastations, en particulier lors du passages des « Suédois » en mai 1633. C'est en 1648 que Villé et la seigneurie autrichienne de la vallée passent à la couronne de France. Ce sont successivement Conrad de Zurlauben (1681) et son héritier Henri-Louis de Choiseul-Meuse (1711) qui administrent la seigneurie. Ils possèdent une résidence au bourg.
La Révolution marque la fin de l'ordre seigneurial. La municipalité est instituée le 22 décembre 1789. On élit un maire, un procureur, cinq fonctionnaires municipaux et douze notables. L'église, reconstruite peu avant, est même coiffée d'un bonnet phrygien en tôle sur sa tour.
Lorsque le Premier Empire s'effondre, Villé connaît de nouveaux passages de troupes et l'occupation par les troupes alliées, autrichiennes en l’occurrence (1814-1816). Le territoire communal a connu une exploitation de houille au XIXe siècle à la suite de l'accord d'une concession. Après la guerre de 1870 avec son cortège d'optants et de réfractaires, la fin du XIXe siècle voit enfin une « modernisation » progressive du bourg : raccordement du chemin de fer (1891), construction de deux ateliers textiles relayés au début du XXe siècle par les premières usines (voir Industrie et Économie (à venir), plus bas), arrivé du télégraphe, de l'électricité.
En août 1914, de violents combats entre armées française et allemande ont lieu au Klosterwald (cimetière militaire). La gare de Villé devient le point de départ de la « Lordonbahn », voie ferrée exclusivement militaire ravitaillant le front, alors fixé sur les crêtes, en hommes et matériel. Villé retourne à la France le 17 novembre 1918.
En juin 1940, après quelques combats, Villé tombe sous le joug nazi et abrite la nouvelle hiérarchie politique et administrative de l'occupant. Des filières d'évasion vers la France (réseaux Sengler et Haubtmann) acheminent des centaines de prisonniers évadés, résistants ou réfractaires au-delà de la nouvelle frontière. La Libération s'annonce par un premier bombardement aérien sur le carrefour de la fontaine (Stockbrunna) ; plusieurs maisons sont endommagées ou détruites. Les combats des 26 et 27 novembre 1944 provoquent à nouveau d'importants dégâts.
Paul Mathéry comptait parmi les fondateurs du réseau Vélite-Thermopyles. Il a été admis parmi les 4281 Justes parmi les nations de France pour avoir sauvé des personnes juives persécutées par le régime nazi et le gouvernement de Vichy.

## Politique et administration

### Budget et fiscalité 2021
En 2021, le budget de la commune était constitué ainsi :
- total des produits de fonctionnement : 1 153 000 €, soit 623 € par habitant ;
- total des charges de fonctionnement : 961 000 €, soit 519 € par habitant ;
- total des ressources d'investissement : 308 000 €, soit 166 € par habitant ;
- total des emplois d'investissement : 224 000 €, soit 121 € par habitant ;
- endettement : 956 000 €, soit 516 € par habitant.

Avec les taux de fiscalité suivants :
- taxe d'habitation : 12,75 % ;
- taxe foncière sur les propriétés bâties : 31,59 % ;
- taxe foncière sur les propriétés non bâties : 36,09 % ;
- taxe additionnelle à la taxe foncière sur les propriétés non bâties : 0,00 % ;
- cotisation foncière des entreprises : 0,00 %.

Chiffres clés Revenus et pauvreté des ménages en 2020 : médiane en 2020 du revenu disponible, par unité de consommation : 22 160 €.

## Population et société

### Démographie
L'évolution du nombre d'habitants est connue à travers les recensements de la population effectués dans la commune depuis 1793. Pour les communes de moins de 10 000 habitants, une enquête de recensement portant sur toute la population est réalisée tous les cinq ans, les populations de référence des années intermédiaires étant quant à elles estimées par interpolation ou extrapolation. Pour la commune, le premier recensement exhaustif entrant dans le cadre du nouveau dispositif a été réalisé en 2004.

En 2022, la commune comptait 1 755 habitants, en évolution de −5,14 % par rapport à 2016 (Bas-Rhin : +3,17 %, France hors Mayotte : +2,11 %).
| 1793  | 1800 | 1806  | 1821  | 1831  | 1836  | 1841  | 1846  | 1851  |
| ----- | ---- | ----- | ----- | ----- | ----- | ----- | ----- | ----- |
| 1 030 | 833  | 1 051 | 1 097 | 1 204 | 1 100 | 1 126 | 1 166 | 1 126 |

| 1856  | 1861  | 1866  | 1871  | 1875  | 1880  | 1885  | 1890  | 1895  |
| ----- | ----- | ----- | ----- | ----- | ----- | ----- | ----- | ----- |
| 1 103 | 1 155 | 1 275 | 1 138 | 1 130 | 1 084 | 1 022 | 1 005 | 1 016 |

| 1900  | 1905 | 1910  | 1921  | 1926  | 1931  | 1936  | 1946  | 1954  |
| ----- | ---- | ----- | ----- | ----- | ----- | ----- | ----- | ----- |
| 1 039 | 993  | 1 190 | 1 012 | 1 099 | 1 132 | 1 208 | 1 222 | 1 294 |

| 1962  | 1968  | 1975  | 1982  | 1990  | 1999  | 2004  | 2006  | 2009  |
| ----- | ----- | ----- | ----- | ----- | ----- | ----- | ----- | ----- |
| 1 326 | 1 422 | 1 530 | 1 616 | 1 550 | 1 743 | 1 691 | 1 676 | 1 856 |

| 2014  | 2019  | 2022  | - | - | - | - | - | - |
| ----- | ----- | ----- | - | - | - | - | - | - |
| 1 819 | 1 802 | 1 755 | - | - | - | - | - | - |

### Enseignement
Établissements d'enseignements :
- école maternelle et primaire ;
- collèges ;
- lycées à Barr et Sélestat.

### Santé
Professionnels et établissements de santé :
- médecins ;
- pharmacies à Villé, Triembach-au-Val, Lièpvre, Sainte-Croix-aux-Mines, Dambach-la-Ville ;
- hôpitaux à Neuve-Église, Dambach-la-Ville, Epfig, Sainte-Marie-aux-Mines.

### Cultes
- Culte catholique, Communauté de paroisses de la Vallée de Villé[37], Diocèse de Strasbourg.
- Confession Protestante[38],[39].

## Économie

### Entreprises et commerces

#### Agriculture
- Agriculture[40].
- Agriculture/Forêt/Chasse[41].

#### Tourisme
- Hébergements et restauration.
- Hébergement touristique et autre hébergement de courte durée[42].
- Restauration de type rapide.

#### Commerces
- Commerces et services de proximité.

## Culture locale et patrimoine

### Lieux et monuments
Patrimoine religieux :
- L'église Notre-Dame-de-l'Assomption, inscrite sur l'inventaire supplémentaire des monuments historiques par arrêté du 15 décembre 2015[43].

Orgue de l'église Notre-Dame de l'Assomption.
Objets mobilier de l'église Notre-Dame de l'Assomption.
- La synagogue (1905)[46],[47],[48].
- L'église réformée[49] et le presbytère (1895).
- Chapelle du cimetière[50],[51] .
- Croix de cimetière.
- Le cimetière bourgeois, ancien cimetière, à côté de l'église.
- Monument aux morts[52],[53].
- Nécropole nationale de Villé[54],[55].

Autres patrimoines :
- Ancien relais de poste de 1743[56].
- Maison datant du XVIIe et XIXe siècles[57].
- La fontaine aux cristaux[58].

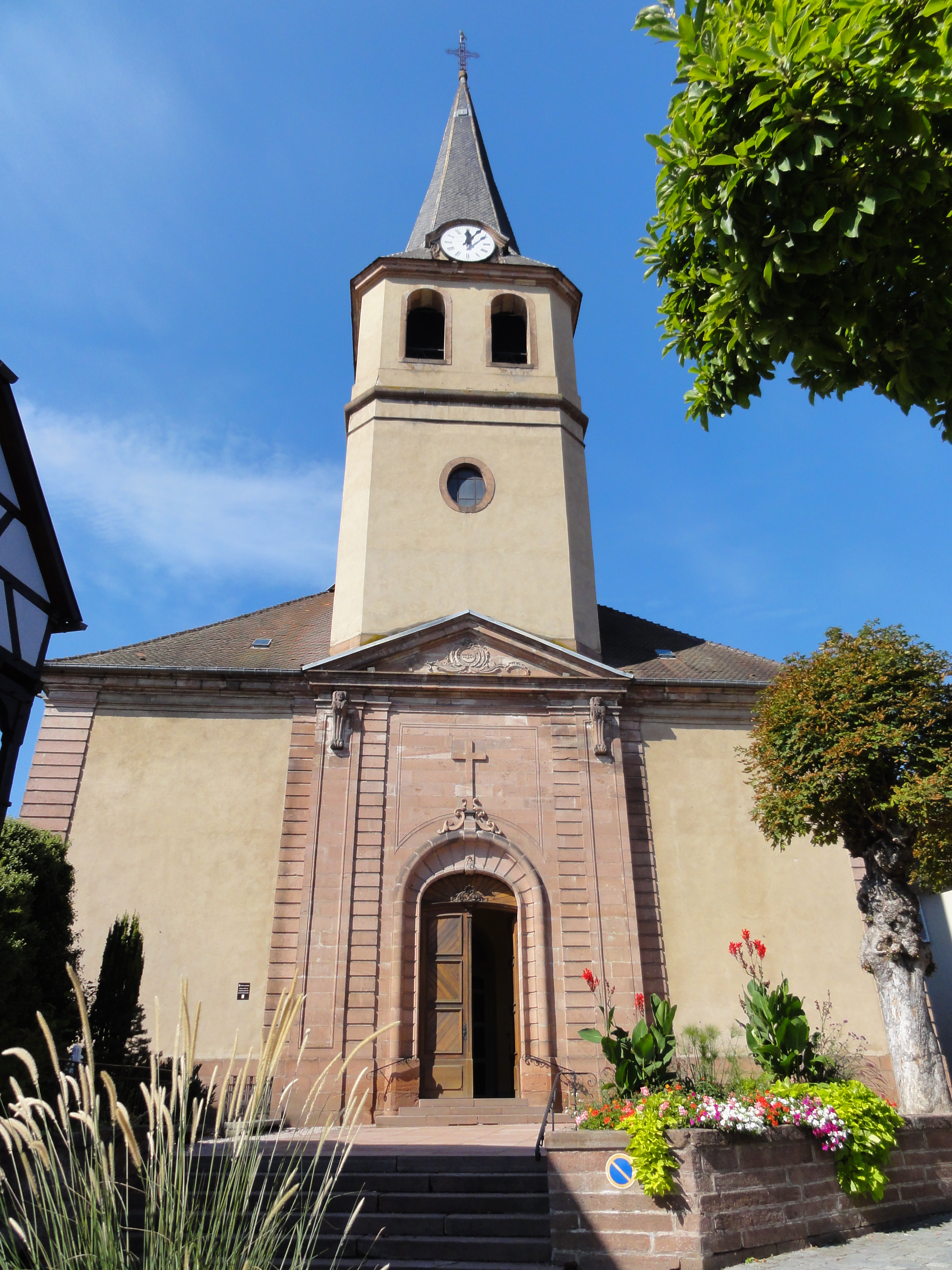
Église Notre-Dame-de-l'Assomption.
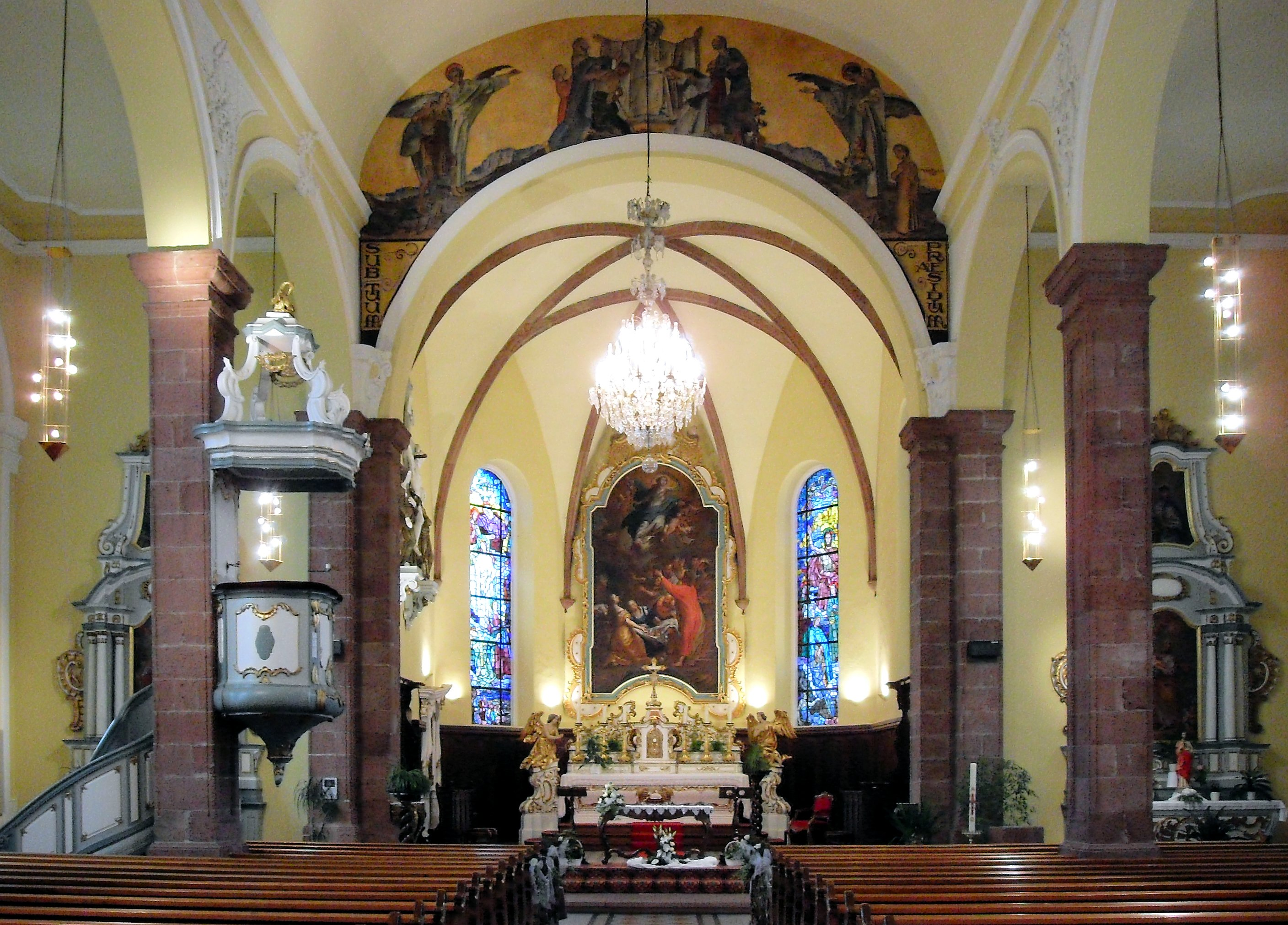
Vue intérieure de la nef vers le chœur.
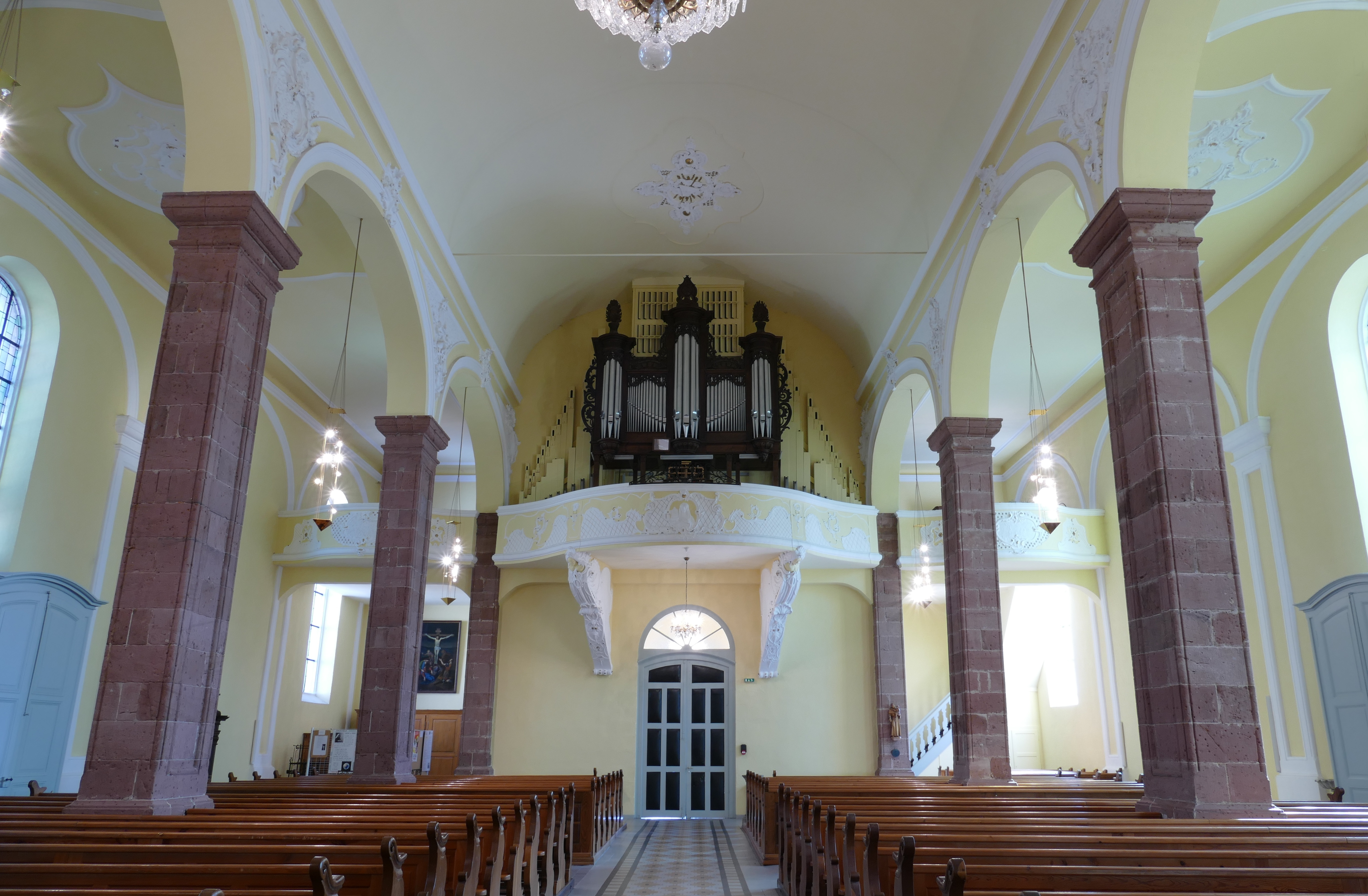
Vue intérieure de la nef vers la tribune de l'orgue Besançon-Rinckenbach (1763-1913).
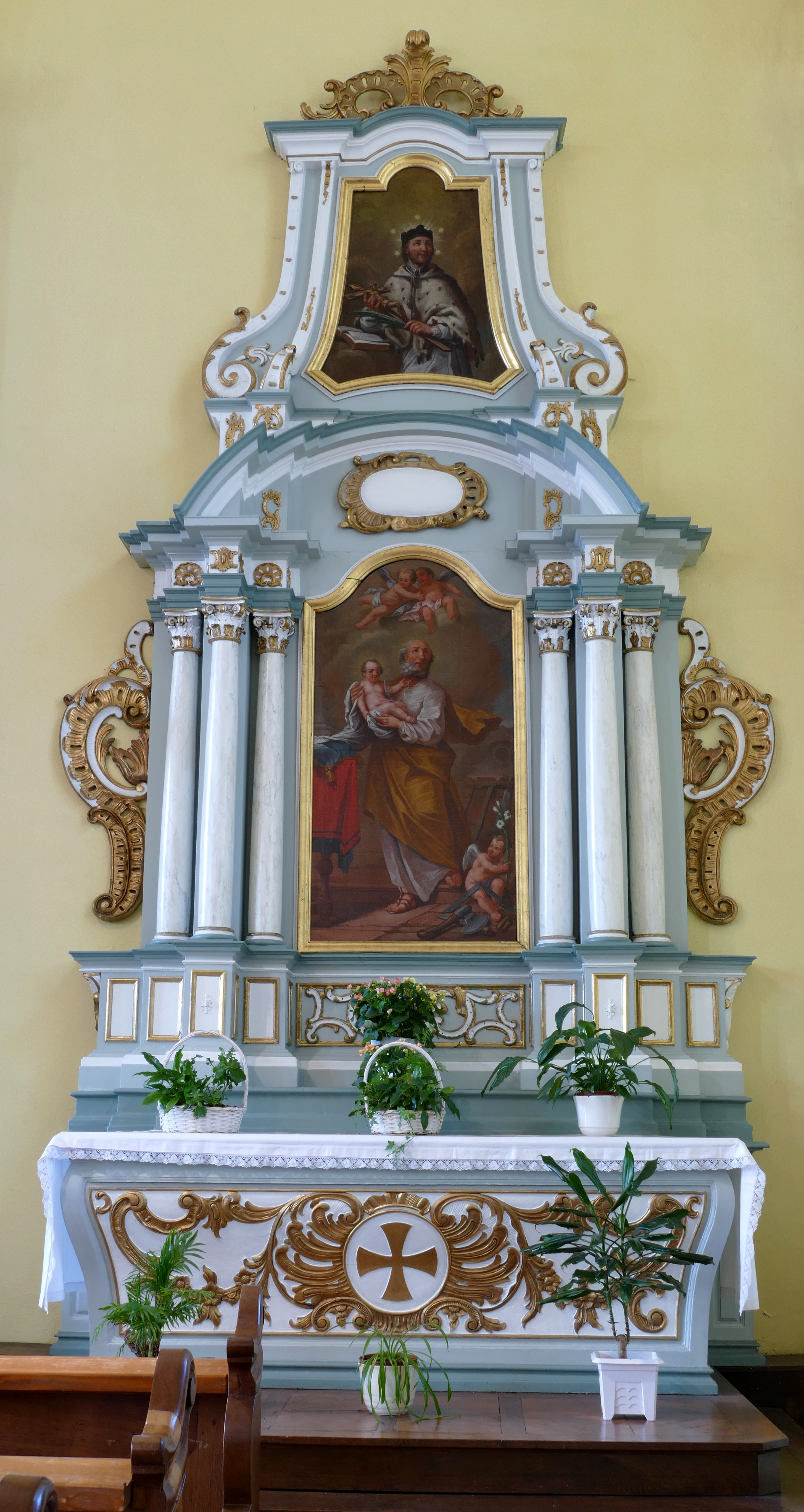
Autel-retable secondaire (XVIIIe siècle).
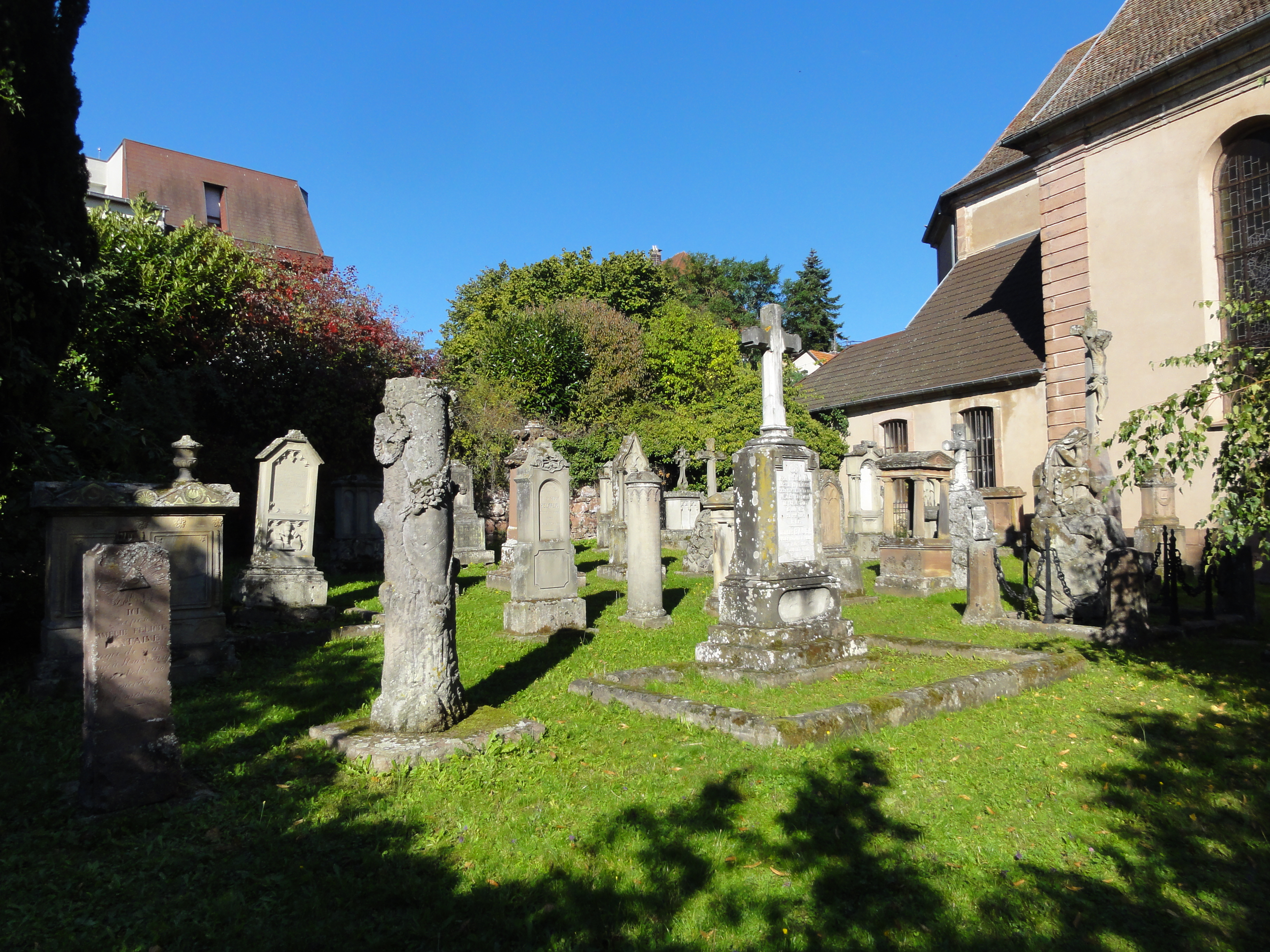
Cimetière de l'église Notre-Dame-de-l’Assomption dit « cimetière Bourgeois ».
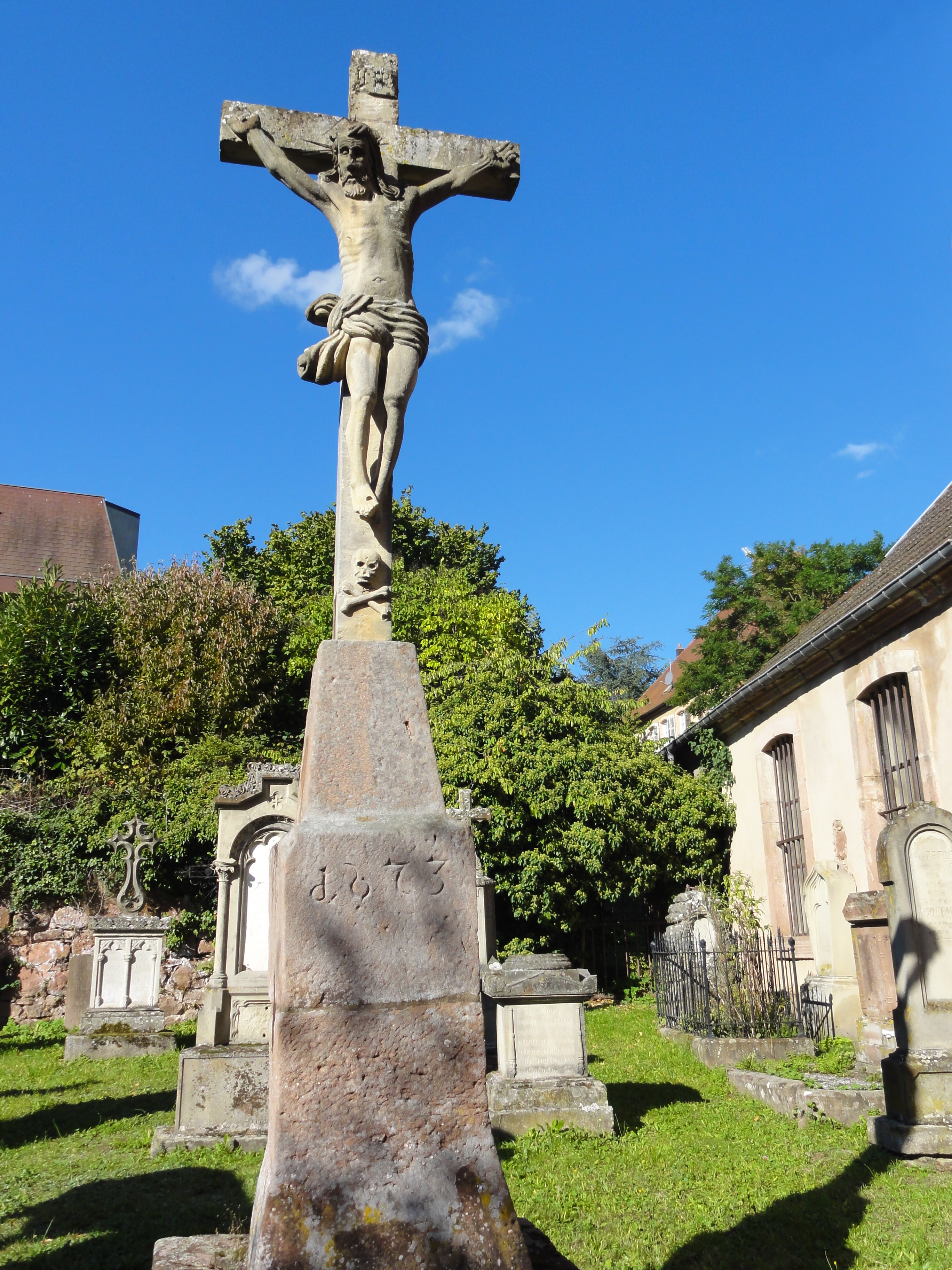
Croix de cimetière (1673).
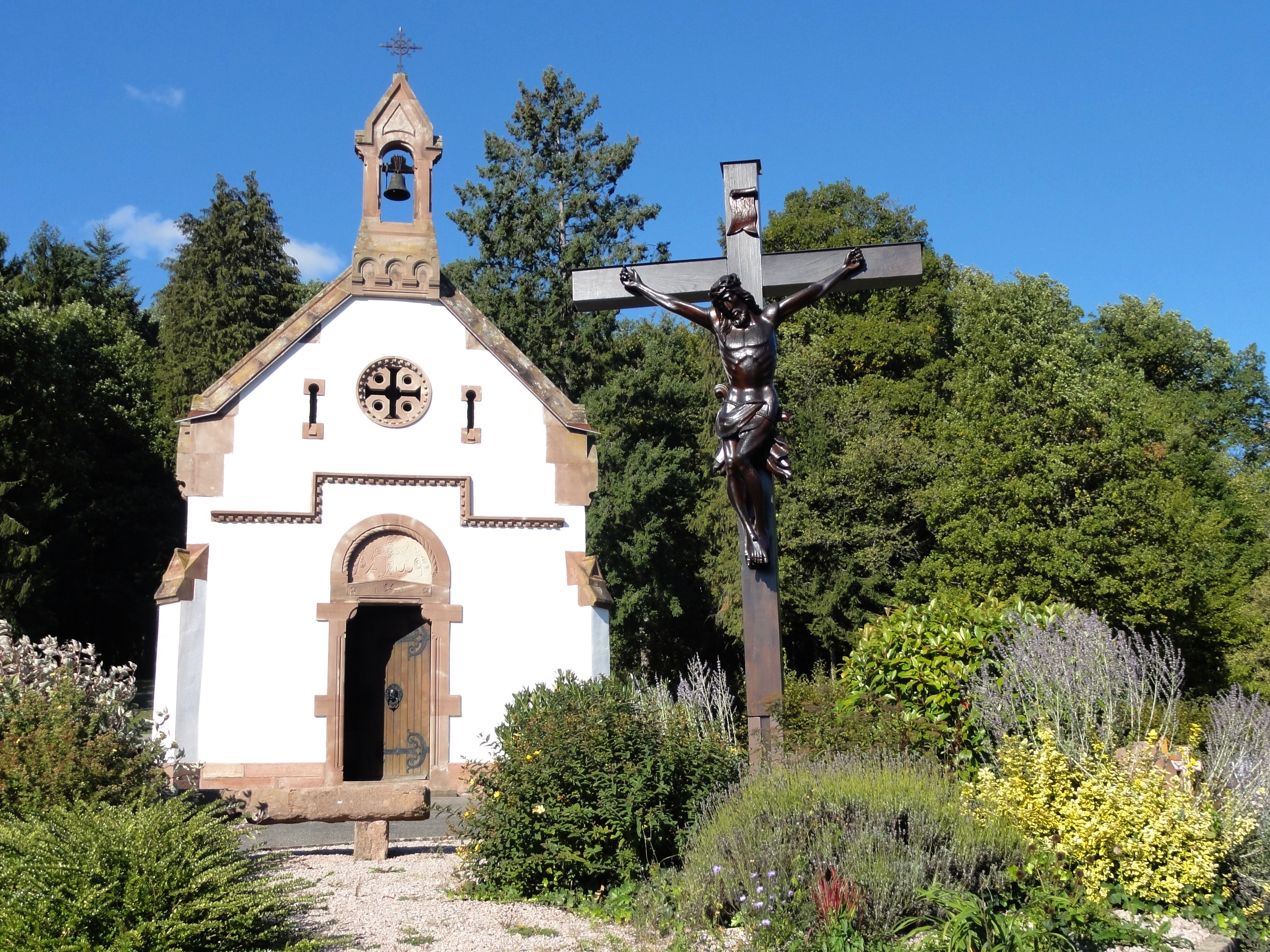
Chapelle du nouveau cimetière.
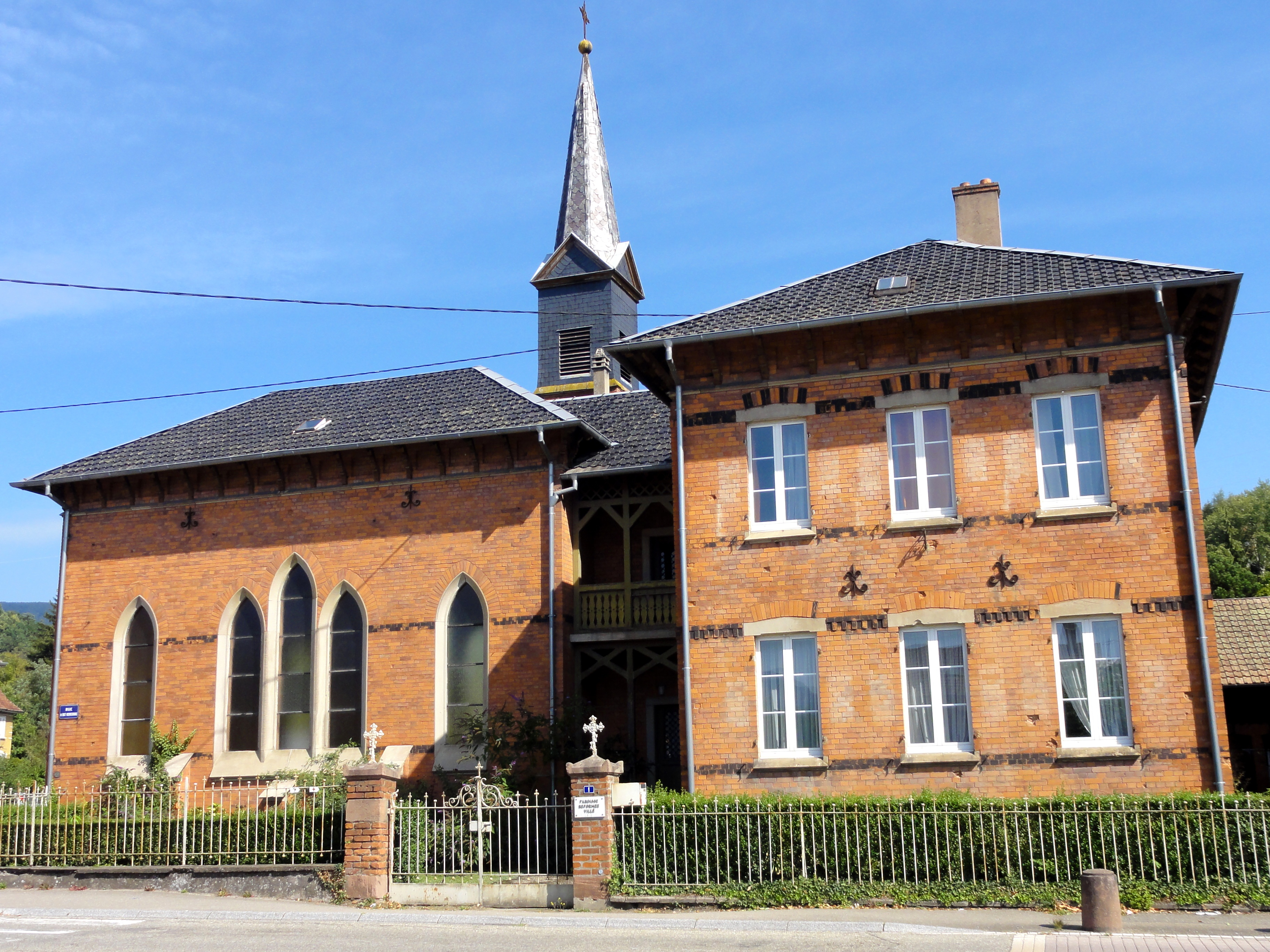
Chapelle réformée et presbytère (1895), 1 rue du Haut-Koenigsbourg.
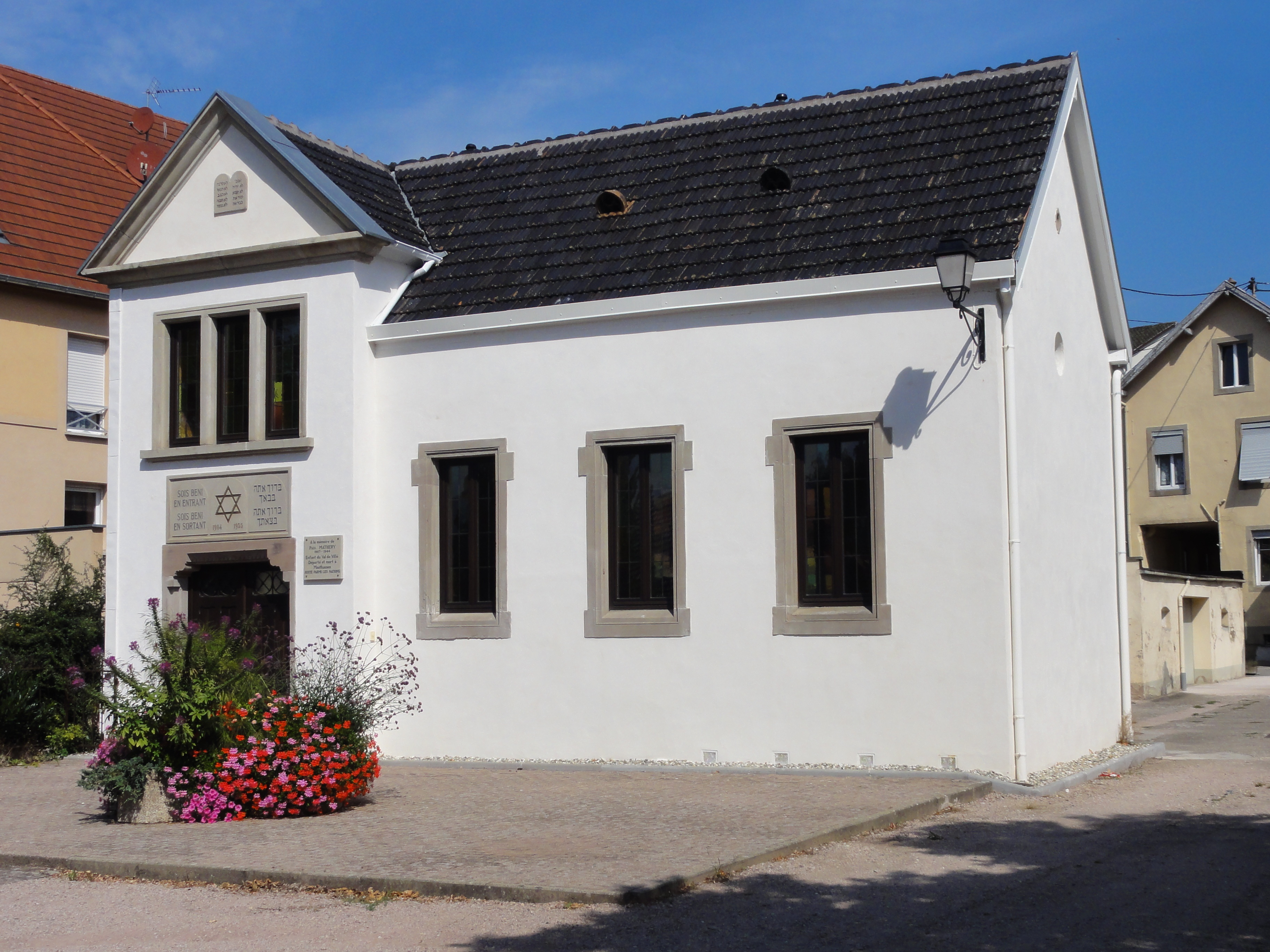
Synagogue (1905).
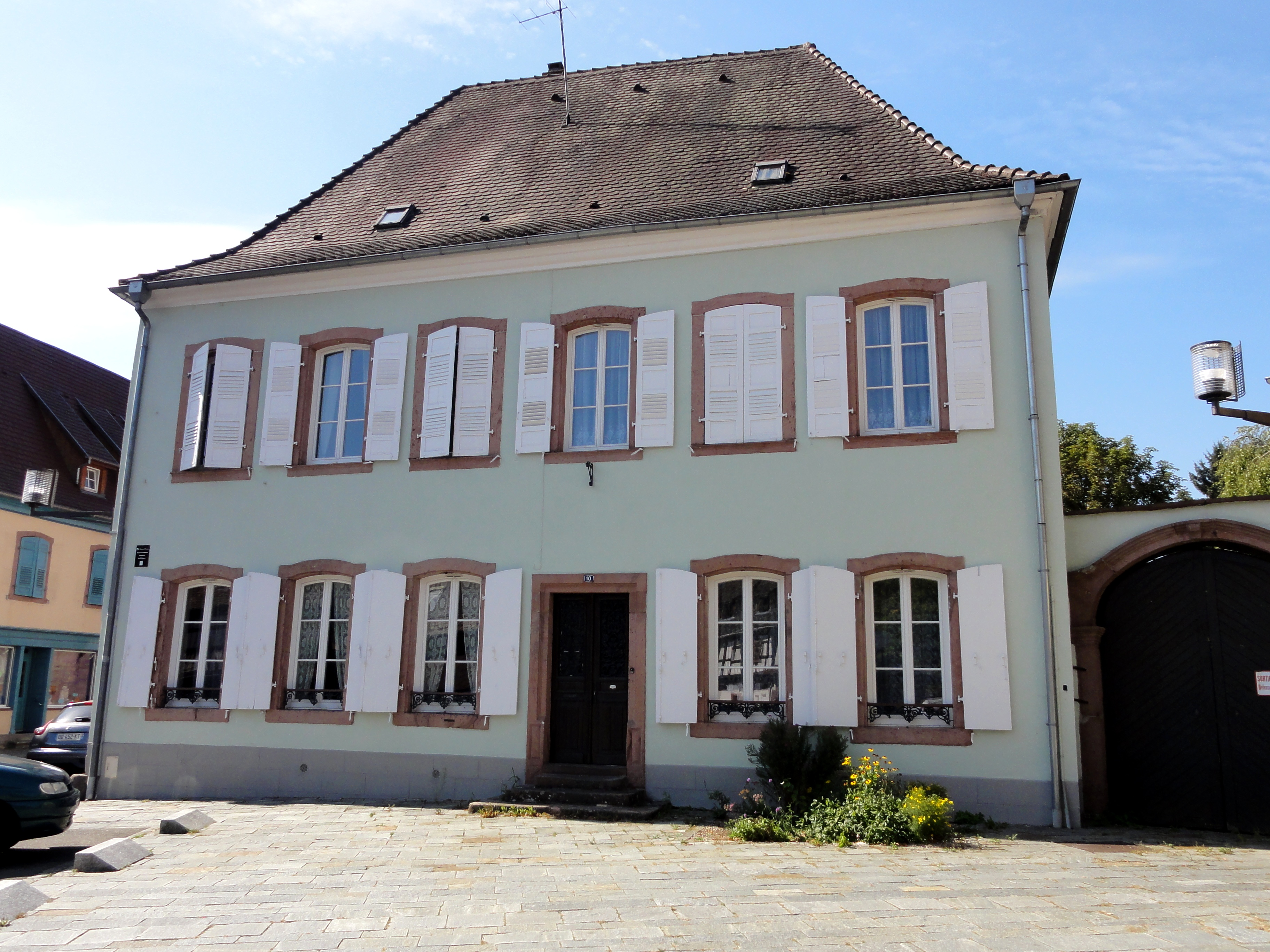
Maison de maître dit Hôtel d'Ornano (1733), 10 place du Marché.
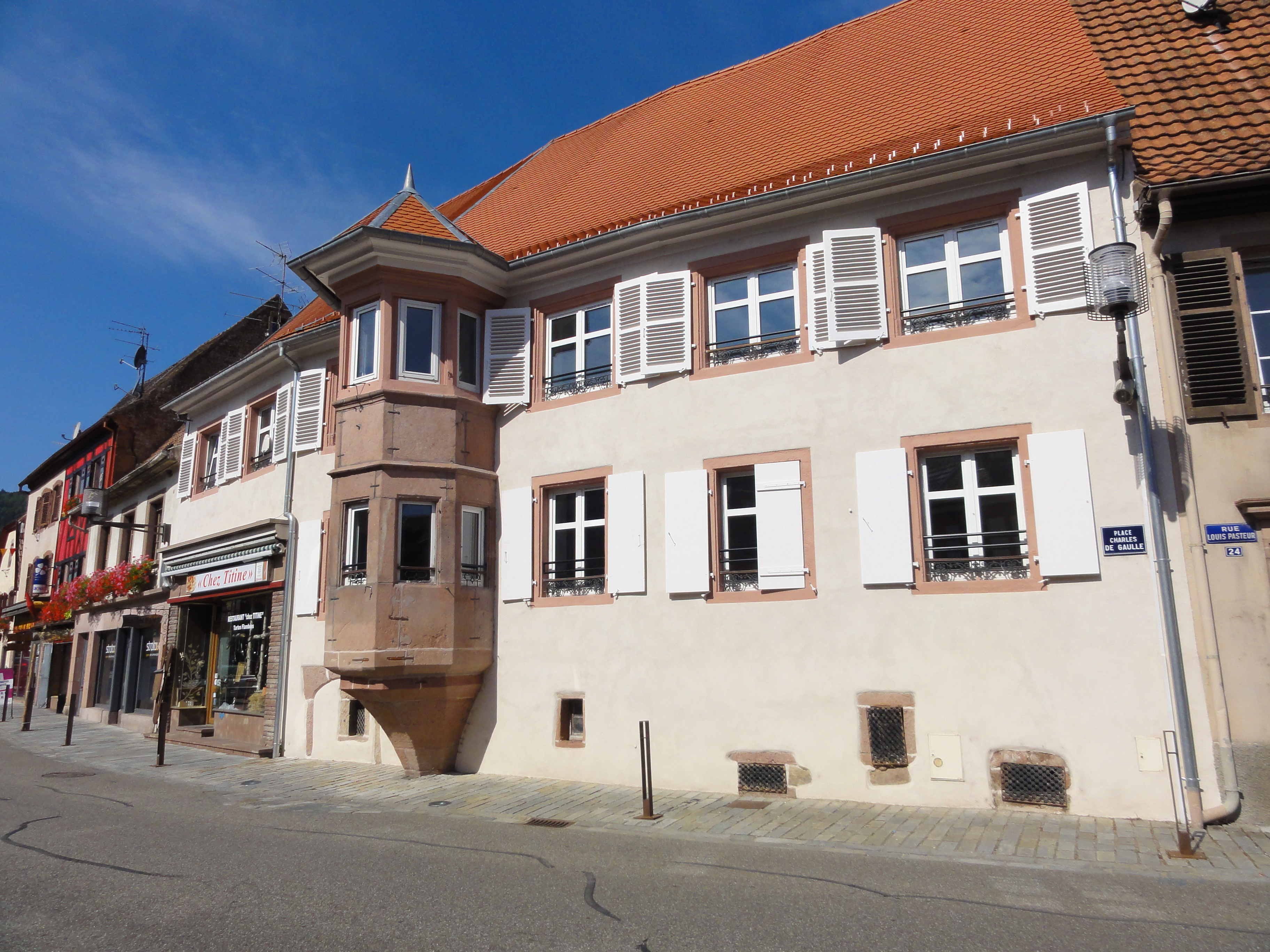
Maison (XVIIe – XIXe siècles), 1 place du Marché.
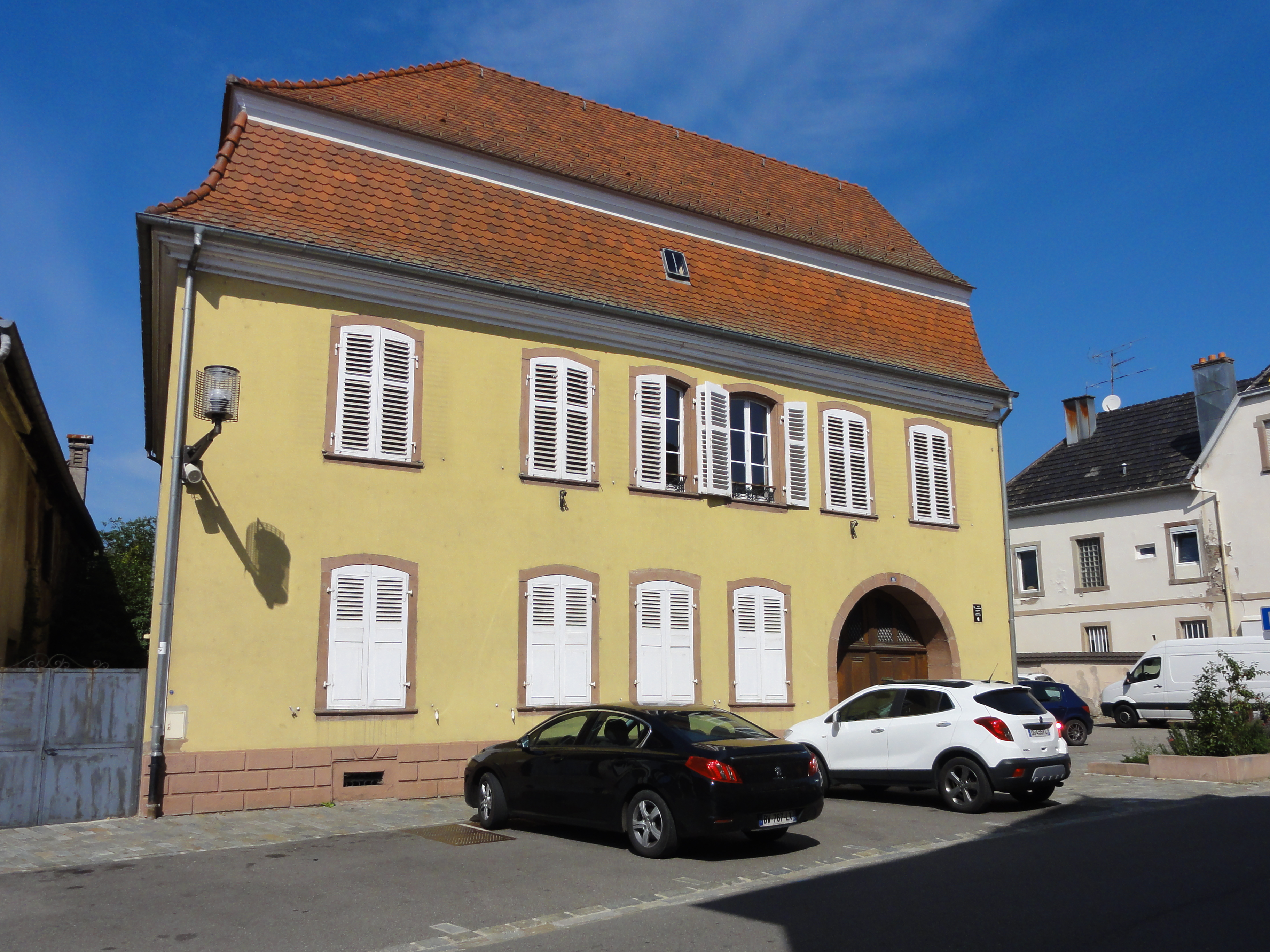
Maison de maître (1739), 16 rue Louis-Pasteur.
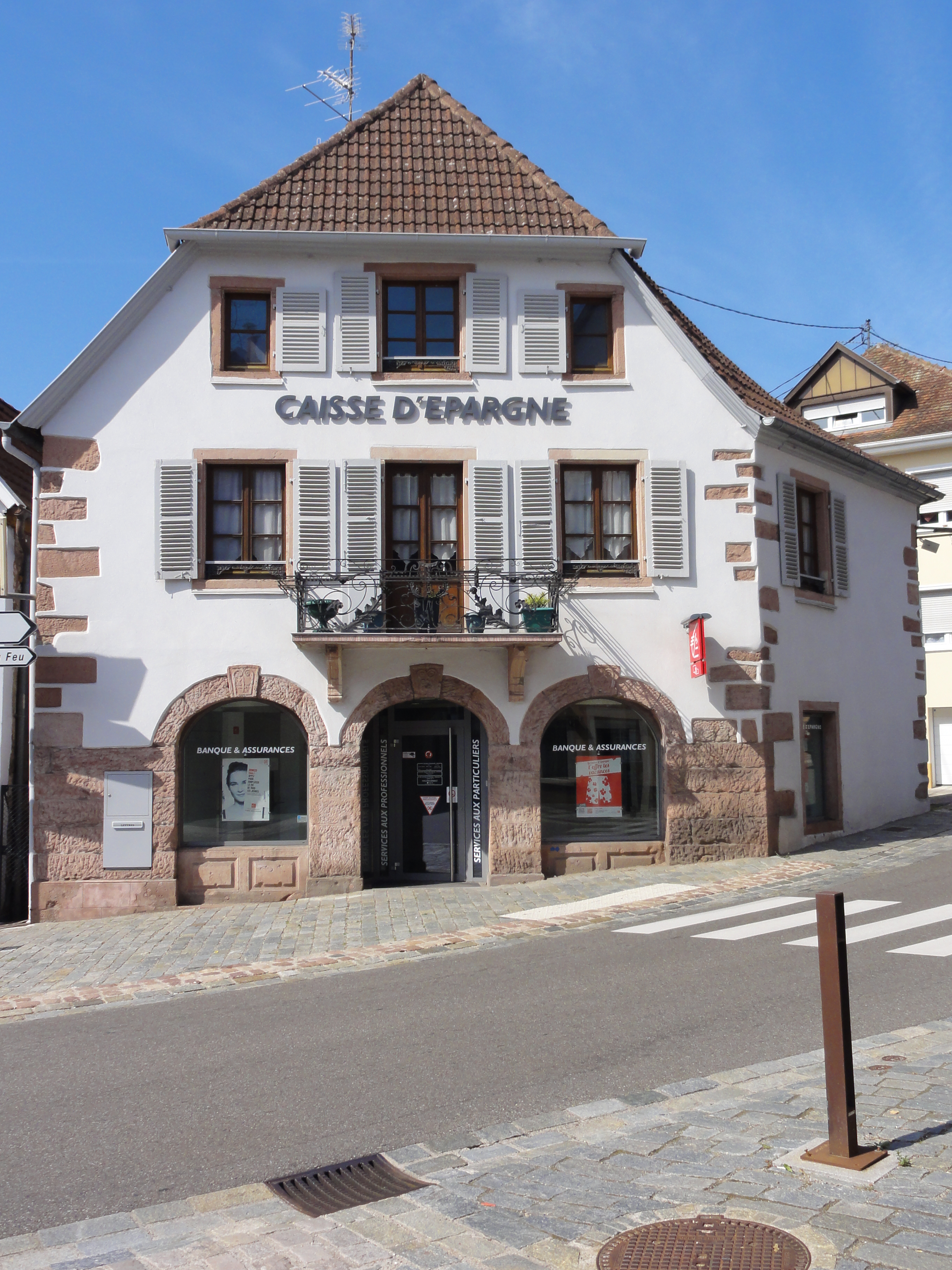
Maison de négociant (1822), 1 rue de la Libération.
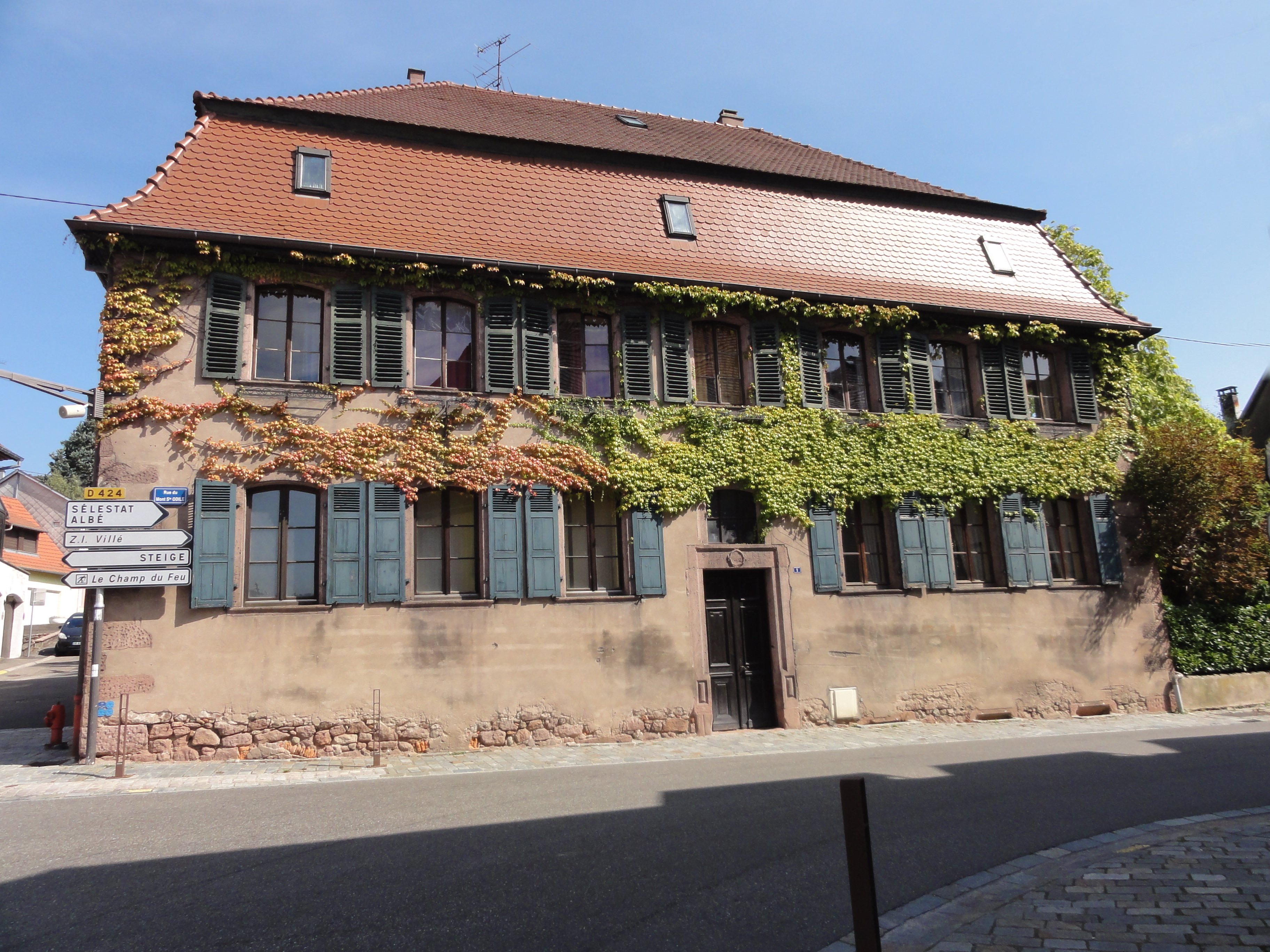
Ancien relais de poste (1743), 1 rue du Mont-Sainte-Odile.
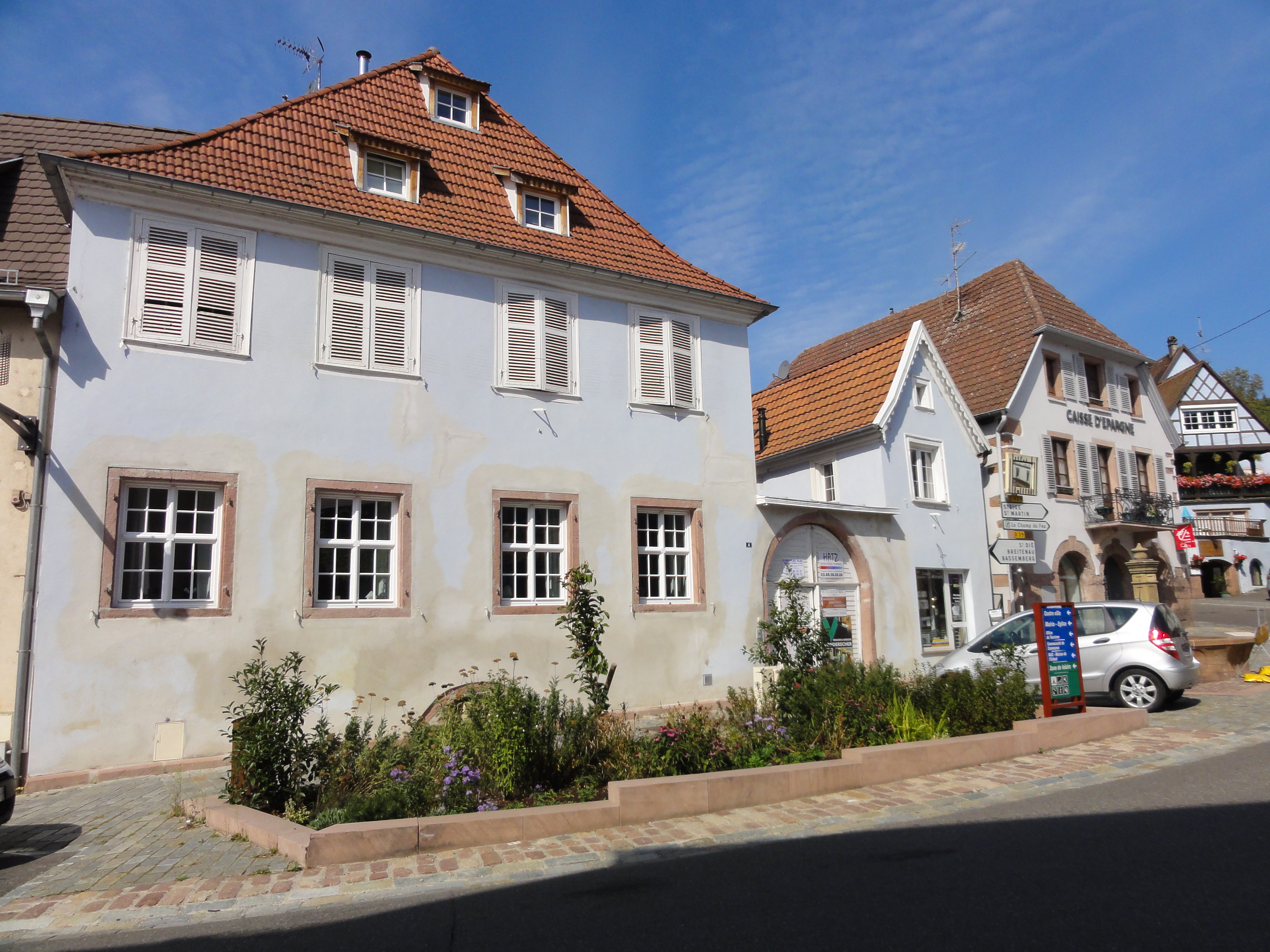
Maison (XVIIIe – XIXe siècles), 4-2 rue Louis-Pasteur.
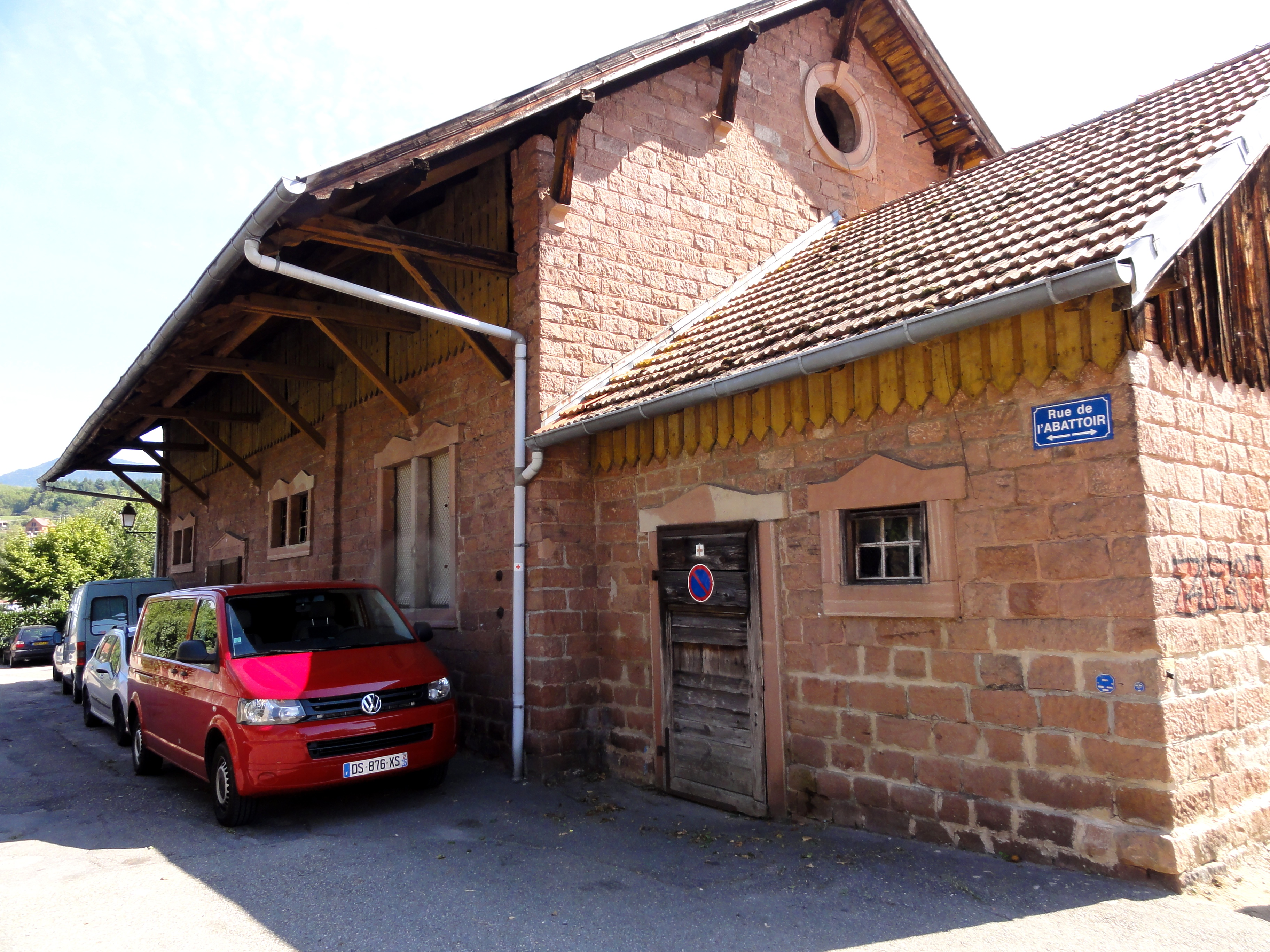
Ancien abattoir (XIXe – XXe siècles), 11 rue de l'Abattoir.

### Personnalités liées à la commune
- Oliva Uhlrich (1837-1917), fondatrice des servantes du Cœur de Jésus de Strasbourg, née à Villé.
- René Kuder (1882-1962), artiste-peintre surtout décorateur d'églises, né à Villé.
- Julien Freund (1921-1993), politologue et sociologue, à vécu dans la commune et y est enterré.
- Roger Siffer (1948- ), acteur, chansonnier, humoriste et cabaretier alsacien, né à Villé.
- René Bittinger (1954- ), coureur cycliste professionnel, remporte la première étape du Tour de France 1979, né à Villé.

### Héraldique
| Blason de Villé | Blason  | De gueules aux trois tours d'argent rangées en fasce, ouvertes, ajourées et maçonnées de sable, posées sur une terrasse de sinople. |
| Blason de Villé | Détails | |

### Villé, village fleuri
La commune de Villé a obtenu en 2004 la première fleur au Concours des Villes et Villages fleuris. Après une requalification du centre bourg en 2006, 2007, la commune a été récompensée pour ses efforts en matière d'embellissement, de fleurissement et de développement durable, ce qui lui a valu la récompense d'une 2e fleur en 2009.